# Groene grensovergang

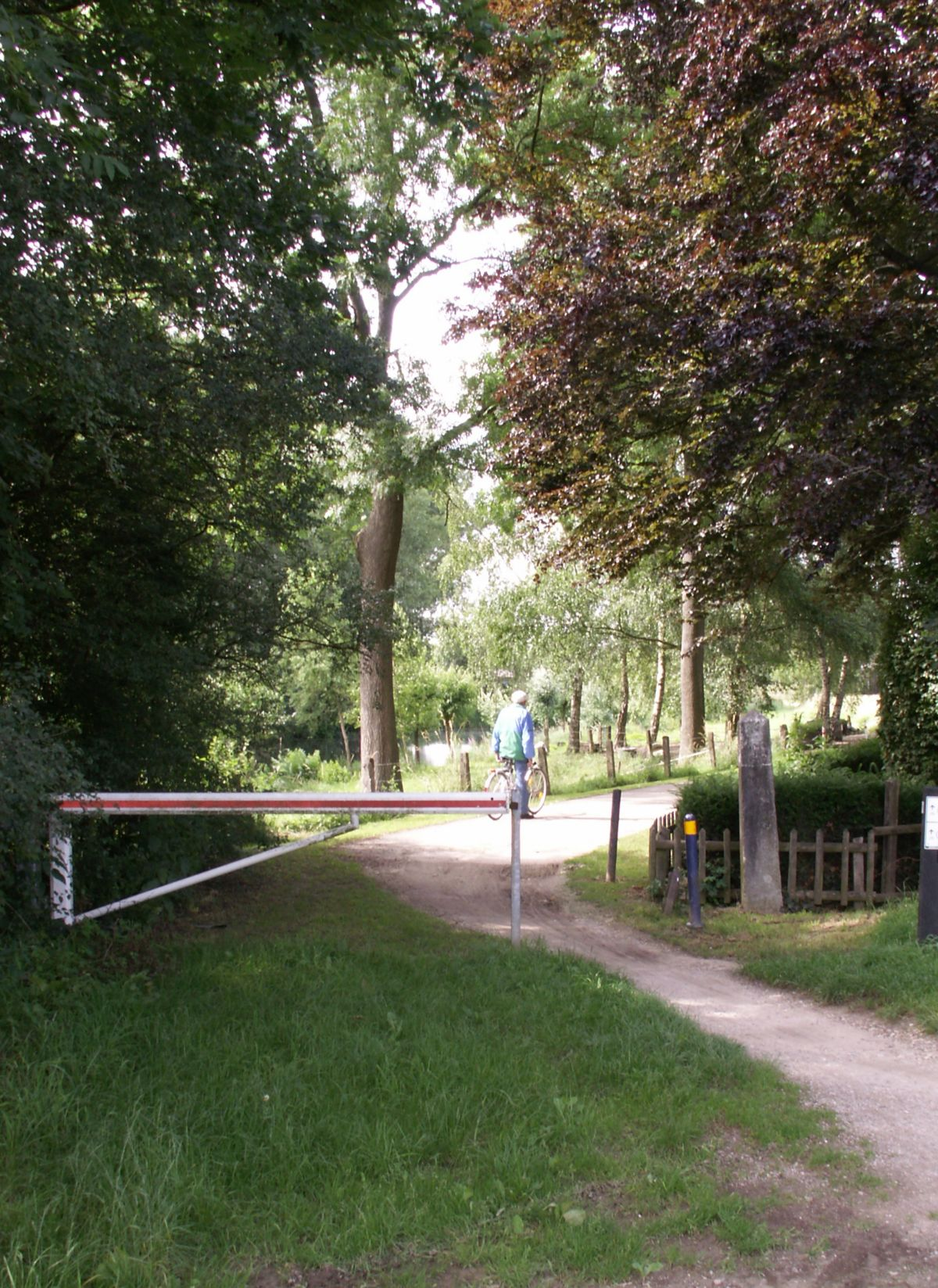
Groene grensovergang tussen Nederland en Duitsland, bij Vlodrop

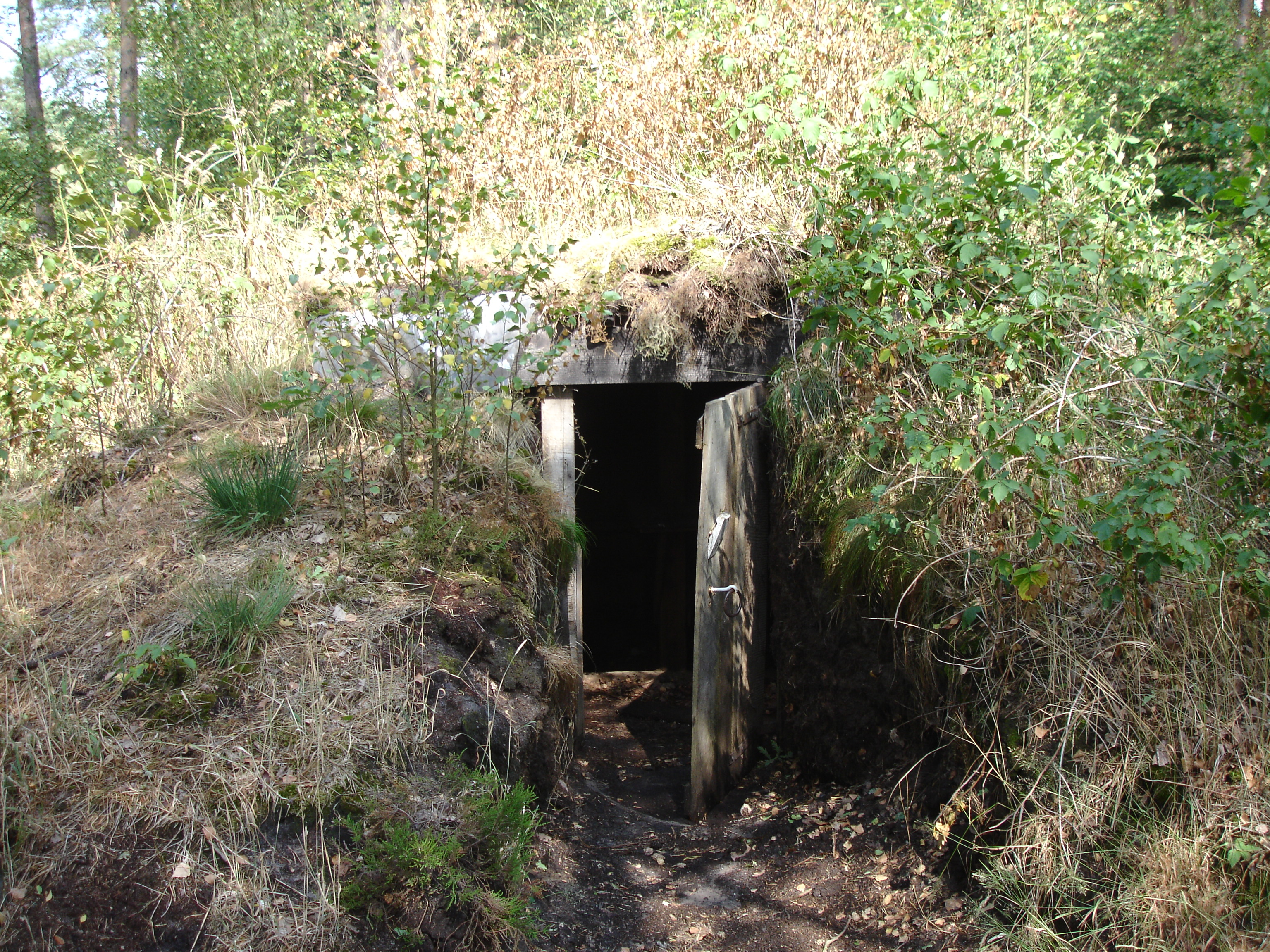
Historische foto van de Commiezenhut bij Denekamp, van waaruit ambtenaren de groene grens konden bewaken. De afgebeelde hut vormt een attractie voor dagjesmensen.

Een groene grensovergang, ook wel groene grens genaamd, is een grensovergang waarbij geen permanente controle door de douane plaatsvindt. Groene grensovergangen zijn vaak uitsluitend geschikt voor fietsers en voetgangers. Op sommige plaatsen is er zelfs geen sprake van een pad of weg. Het blijft echter mogelijk dat men bij het passeren van de grens door de douane staande wordt gehouden.
Sommige grensovergangen zijn 's nachts niet bewaakt, maar ze worden dan niet hermetisch afgesloten. Passage blijft dan mogelijk voor voetgangers en fietsers.
Het Verdrag van Schengen van 1995 had tot gevolg dat de permanente douanecontroles binnen Europa in het algemeen zouden  verdwijnen. Na ingang van het verdrag werd ook de term groene grensovergang niet meer gebruikt.
Er bestaan echter nog steeds grensovergangen die met betonblokken zijn afgesloten, zodat men er met de auto niet langs komt.

## Grensformaliteiten
Voor het passeren van een groene grensovergang zijn over het algemeen dezelfde formaliteiten van toepassing als bij een reguliere grensovergang. Personen die de grens oversteken dienen te beschikken over een geldig identiteitsbewijs en dienen zich eveneens te houden aan de geldende im- en exportbepalingen, bijvoorbeeld ten aanzien van sigaretten en alcoholische drank. 
Soms gelden er ook beperkingen aan de tijden waarop de grens gepasseerd mocht worden, bijvoorbeeld alleen bij daglicht. Ook was het passeren van de grens soms uitsluitend voorbehouden aan inwoners van de betreffende grensgemeenten, zoals bijvoorbeeld bij de Oude Grens tussen 's-Heerenberg en Emmerik.
Elders, buiten het Schengengebied, bestaan soortgelijke grensovergangen nog steeds. Vaak kan men een grens ongemerkt passeren door een rivier over te zwemmen. Op sommige plaatsen, bijvoorbeeld tussen Mexico en de Verenigde Staten, en voorheen langs het IJzeren Gordijn, is de bewaking zo streng dat het vrijwel onmogelijk is de grens illegaal te passeren.

## Voorbeelden van groene grensovergangen
- De Linthorst, nabij Stokkum
- De fiets- en voetgangersovergang over de Duitse A3 tussen Stokkum en Elten, te midden van de Montferlandse bossen